# Ibrahim Khan Kalantar

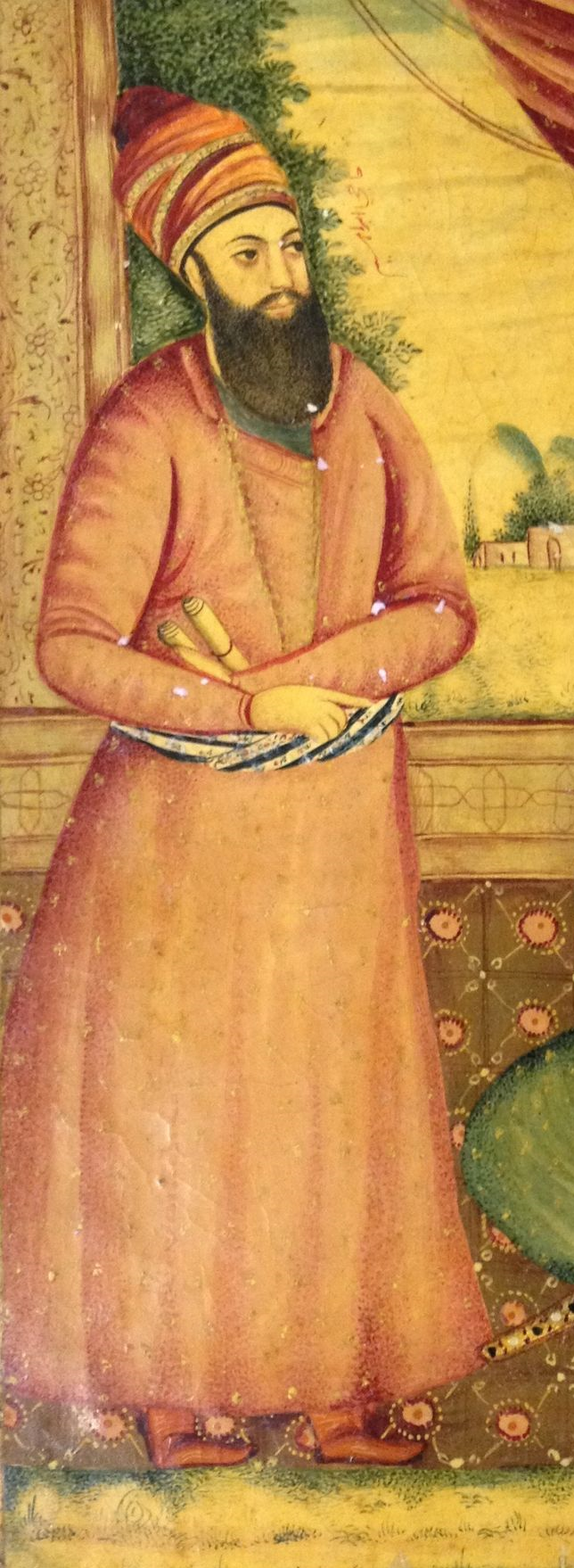
Bildnis von Ibrahim Khan Kalantar

Hadschi Ibrahim Khan Kalantar Schirazi (persisch حاجى ابراهيم خان كلانتر شيرازى Haddschi Ebrahim Chan Kalantar-e Schirazi, DMG Ḥāǧǧī Ebrāhīm Ḫān Kalāntar-e Šīrāzī; † 14. April 1801) war von 1794 bis 1801 Großwesir von Persien.

## Leben
Ibrahim Kalantar stammte aus einer ursprünglich jüdischen Familie, die ihren Ursprung auf Ghavam ad-Din Hasan zurückführte, der im 14. Jahrhundert eine hohe Stellung unter den Muzaffariden bekleidet hatte. Nach dem Tode von Nadir Schah wurde er Bürgermeister von Schiraz, später Statthalter der Provinz Fars. Gegen Ende der Zand-Herrschaft verbündete er sich mit dem Kadscharen Aga Mohammed Khan, übergab ihm Schiraz und verweigerte seinem Rivalen Lotf Ali Khan den Eintritt in die Stadt. So verhalf er der Kadscharen-Dynastie zur Macht. Unter Aga Mohammed Khan und seinem Nachfolger Fath Ali Schah war er von November 1794 bis zu seinem Tode persischer Großwesir, nachdem er dasselbe Amt schon unter der Vorgängerdynastie, den Zand-Fürsten, bekleidet hatte. An der Krönung von Fath Ali Schah im Juni 1797 hatte er wesentlichen Anteil, doch dieser wurde später gegenüber dem Großwesir misstrauisch. 1801 ließ er ihn verhaften und nach Taleghan in Alborz bringen. Einen Monat später wurde Ibrahim Khan auf Befehl des Schahs gefoltert und hingerichtet. Seine Besitztümer wurden beschlagnahmt und seinem Nachfolger sowie dem Herrscherhof überwiesen.
Jahrzehnte später sprach der Kadschare Nāser ad-Din Schāh in Paris Adolphe Crémieux, den Vorsitzenden der Alliance Israélite Universelle, mit folgenden Worten an: „Ich werde nicht vergessen, dass es ein Jude war, Hajji Ibrahim, der geholfen hatte, die Kadscharen auf den Thron zu heben“.
Ibrahim Kalantars Nachfahren, die Ghavam-Familie, übten bis zum Ende der Kadscharen-Dynastie in Persien einen bestimmenden Einfluss aus. Einer seiner Nachkommen, Ali Ghavam, wurde der erste Ehemann von Aschraf Pahlavi, Tochter von Reza Schah Pahlavi.